# Kløvsteinbakken
Il Kløvsteinbakken è un trampolino situato a Meldal, in Norvegia.

## Storia
Aperto nel 1946 e più volte ristrutturato, l'impianto ha ospitato una tappa della Coppa del Mondo di salto con gli sci nel 1988.
Qui nel 1973 la norvegese Anita Wold riuscì a battere il record del mondo femminile di Johanne Kolstad, imbattuto dal 1938, raggiendo gli 80 metri (contro i 72 del primato precedente).

## Caratteristiche
Il trampolino ha il punto K a 105 m; il primato di distanza appartiene al norvegese Jan Christian Bjørn (120,5 m nel 2009), mentre quello femminile (82,5 m) è stato stabilito da Anita Wold nel 1974. Il complesso è attrezzato anche con salti minori K40, K25, K15 e K7.